# Liste der Burgen, Schlösser, Ansitze und wehrhaften Stätten im Bezirk Horn
Diese Liste nennt die Burgen, Schlösser, Ansitze und wehrhaften Stätten im Bezirk Horn in Niederösterreich.
Sie enthält nur solche Anlagen, von denen bauliche Reste oder erkennbare Spuren im Gelände erkennbar sind. Abgekommene Anlagen wurden daher ebenso wenig in diese Liste aufgenommen wie lediglich archäologisch nachgewiesene und aktuell oberflächlich nicht erkennbare Anlagen.

## Erklärung zur Liste
- Name: Name der Anlage.
- Gemeinde, Adresse, Lage: Zeigt an, in welcher Gemeinde das Gebäude steht; gegebenenfalls auch die Adresse. Geokoordinaten.
- Typ: Es wird der Gebäudetyp angegeben, wie Burg, Festung, Schloss, Gutshof, Wehrkirche, Wallanlage.
- Geschichte: geschichtlicher Abriss
- Zustand: Beschreibung des heutigen Zustands bzw. der Verwendung.
- Bild: Zeigt wenn möglich ein Bild des Gebäudes an.
- Denkmalschutz: Falls unter Denkmalschutz, führt ein Link zum Eintrag in der Denkmalliste.

## Liste
| Name                               | Gemeinde, Adresse, Lage                                                                       | Typ                                         | Geschichte | Zustand | Bild | Denkmalschutz                                                                             |
| ---------------------------------- | --------------------------------------------------------------------------------------------- | ------------------------------------------- | --- | --- | ---- | ----------------------------------------------------------------------------------------- |
| Alteck                             | Sigmundsherberg (südöstlich von Theras, links der Pulkau) Lage                                | Burgstall                                   | befestigte Siedlung der Bronzezeit. bis ins Mittelalter als Siedlungsplatz genutzt. urkundlich nicht nachgewiesen. | Graben-/Wallanlage erkennbar. |      | nein                                                                                      |
| Altenburg (Burg)                   | Altenburg (südöstlich des Stifts Altenburg) Lage                                              | Burgstall                                   | Burg Mitte des 12. Jahrhunderts schon als Altenburg erwähnt. | Abschnittsgraben, geringe Mauerreste. |      | nein                                                                                      |
| Altenburg (Stift)                  | Altenburg Altenburg, Abt-Placidus-Much-Straße 1 Lage                                          | Stift                                       | Kloster 1138 gegründet; mehrmals zerstört, Mitte 16. Jahrhundert ruinös. Um 1600 wieder befestigt und ausgebaut. ab Mitte des 17. bis Mitte des 18. Jahrhunderts monumentaler Neubau ohne Wehrcharakter.                                                                  | kleine Teile der mittelalterlichen Wehranlagen erhalten. heutige Gebäude als Kloster genutzt.                                                                         |      | 84421                                                                                     |
| Brandwall                          | Irnfritz-Messern (zwischen Messern und Poigen, linksseitig der Taffa) Lage                    | Wallanlage                                  | unbekannte Zeitstellung. | zwei Wälle schwach erkennbar. |      | nein                                                                                      |
| Breiteneich (alt)                  | Horn Breiteneich 64 Lage                                                                      | Schloss                                     | Neubau um 1540, im Kern jedoch aus dem 14. Jahrhundert. | erhalten. bewohnt. |      | 31392                                                                                     |
| Breiteneich (neu)                  | Horn Breiteneich 1 Lage                                                                       | Schloss                                     | errichtet in der ersten Hälfte des 17. Jahrhunderts. | erhalten. bewohnt. |      | 31391                                                                                     |
| Brugg (Schlossberg)                | Sigmundsherberg (südöstlich von Brugg, rechts der Pulkau) Lage                                | Burgstall                                   | urkundlich nicht erwähnt. | durch Gräben gesicherter Sporn erkennbar. |      | nein                                                                                      |
| Buchberg am Kamp                   | Gars am Kamp Buchberg 1 Lage                                                                  | Burg-Schloss                                | Burg Mitte des 12. Jahrhunderts errichtet (Kern der heutigen Burgkapelle geht darauf zurück). Bergfried aus 13. Jahrhundert. Renaissance-Neubau des 16. Jahrhunderts; im 17. Jahrhundert zu Schloss umgebaut.                                                             | umgebaut erhalten, guter Zustand, bewohnt. |      | 31445                                                                                     |
| Burgschleinitz                     | Burgschleinitz-Kühnring Burgschleinitz 1 Lage                                                 | Burg-Schloss                                | Burg ab 2. Hälfte des 11. Jahrhunderts; Neubau Ende des 13. Jahrhunderts. Niedergang Ende des 15. Jahrhunderts. Ausbau zum Schloss um 1590. | erhalten. bewohnt. |      | 31448                                                                                     |
| Drosendorf                         | Drosendorf-Zissersdorf Drosendorf, Schlossplatz 1 Lage                                        | Burg-Schloss                                | Ende des 12. Jahrhunderts Burg errichtet. Erste Hälfte 14. Jahrhundert um- und ausgebaut. Im 16. Jahrhundert zu Schloss um- und ausgebaut. | erhalten. bewohnt. |      | 31464                                                                                     |
| Drosendorf-Stadt                   | Drosendorf-Zissersdorf Drosendorf-Stadt Lage                                                  | Stadtbefestigung                            | Stadt ab Gründung Ende des 12. Jahrhunderts mit Mauerring (innerste Mauer) und Tortürmen befestigt. Im 14./15. Jahrhundert 2. Mauer mit 10 Türmen errichtet. Im 16. Jahrhundert teils 3. Mauer gebaut. 1843 Tor und äußerste Mauer abgerissen, Wassergraben zugeschüttet. | Stadtmauer und Türme großteils erhalten. |      | 73607 130938 130939 130940                                                                |
| Drosendorf-Altstadt (Johannesberg) | Drosendorf-Zissersdorf Drosendorf-Altstadt Lage                                               | Hausberg                                    | Sitz im 12. Jahrhundert; nach Errichtung Drosendorfs (um 1200) aufgegeben. | geringe Terrassen- und Wallspuren. |      | 31463                                                                                     |
| Eckenstein                         | Altenburg (zwischen Altenburg und Groß-Burgstall, rechtsseitig im Tal der Kleinen Taffa) Lage | Burg                                        | Burg Ende des 13. Jahrhunderts aufgegeben. | geringe Mauerreste. |      | nein                                                                                      |
| Eggenburg (Burg)                   | Eggenburg Eggenburg, Burggasse 16 Lage                                                        | Burg                                        | Burg im 12. Jahrhundert errichtet, Bergfried um 1200. Torturm aus 14. Jahrhundert. Niedergang ab dem 17. Jahrhundert. Um 1880 Villa in der Ruine errichtet. | stark umgebaut teilweise erhalten. bewohnt. |      | 131439                                                                                    |
| Eggenburg (Stadtmauer)             | Eggenburg Eggenburg (rund um die gesamte Altstadt). Lage                                      | Stadtbefestigung                            | Stadtmauer ab 1290 errichtet. bis ins 17. Jahrhundert ausgebaut. | Stadtmauer weitgehend in gutem Zustand erhalten. |      | 31495 31531 31534 31536 31537 31538 31539 31540 31541 31542 31543 31544 31545 31546 87826 |
| Feinfeld                           | Röhrenbach bei Feinfeld 43 Lage                                                               | Burg                                        | Burg ab 13. Jahrhundert. Niedergang ab 18. Jahrhundert. 1994/2002 archäologisch untersucht; dann teils überbaut. | Ruine der Kernburg. Vorburg jüngst überbaut. |      | nein (31593 aufgehoben 2011)                                                              |
| Fronsburg                          | Weitersfeld Fronsburg 1 Lage                                                                  | Schloss                                     | ab 1230 urkundlich genannt. älteste Teile des heutigen Schlosses stammen aus 15. (Rundturm östlich der Kapelle) und der Mitte des 16. (Osttrakt) Jahrhunderts. | erhalten. bewohnt. |      | 131778 (erst seit 2020)                                                                   |
| Fuchsberg                          | Irnfritz-Messern (bei Kaidling, nördlich von Poigen) Lage                                     | Burg                                        | von 1237 bis ins 15. Jahrhundert erwähnt. | Ruine |      | nein                                                                                      |
| Geras (Stift)                      | Geras Geras, Hauptstraße 1 Lage                                                               | Stift                                       | Kloster 1153 gegründet; mehrmals zerstört. Befestigungen aus 15. bis 17. Jahrhundert. | beträchtliche Teile der Ummauerung und fünf Rundtürme erhalten. |      | 90747                                                                                     |
| Goggitsch                          | Geras bei Kottaun 6 Lage                                                                      | Schloss                                     | Sitz ab 13. Jahrhundert genannt. 1620 niedergebrannt. 1786 aufgeteilt, es entstanden daraus 5 Bauernhöfe. | bis zur Unkenntlichkeit umgebaut zu mehreren Bauernhöfen. Haus Nr. 53 im Kern aus dem 16. Jahrhundert.                                                                |      | nein                                                                                      |
| Greillenstein                      | Röhrenbach Greillenstein 1 Lage                                                               | Schloss (am Standort einer ehemaligen Burg) | Geschlecht im 13. Jahrhundert erwähnt, Burg im 14. Jahrhundert. 1580 Schloss anstelle der Burg errichtet. Umbau um 1700. | erhalten. zu besichtigen. |      | 31772                                                                                     |
| Grub                               | Irnfritz-Messern Grub 13 Lage                                                                 | Burg                                        | Burg im zweiten Viertel des 13. Jahrhunderts errichtet. bis ins 15. Jahrhundert ausgebaut. 1620 zerstört. seit 1970 Wiederherstellung. | restaurierte Ruine |      | 31831                                                                                     |
| Grünberg                           | St. Bernhard-Frauenhofen (nordwestlich von Grünberg) Lage                                     | Burg                                        | Burg ab 1155 erwähnt. im 14. Jahrhundert abgerissen. Kapelle im 17. Jahrhundert auf Burgteilen errichtet. | geringe Mauerreste; Kapelle umgebaut erhalten. |      | nur die Kapelle: 54013                                                                    |
| Harmannsdorf                       | Burgschleinitz-Kühnring Harmannsdorf 1 Lage                                                   | Schloss                                     | Burg etwa ab 1280. Um 1612 Ausbau zum Schloss. Im 18. Jahrhundert barockisiert, im 19. Jahrhundert erweitert. Ende des 19. Jahrhunderts Wohnsitz der Bertha von Suttner.                                                                                                  | erhalten. bewohnt. |      | 31934                                                                                     |
| Haselberg                          | Irnfritz-Messern bei Haselberg 1 Lage                                                         | Burg                                        | Sitz von 1290 bis ins 15. Jahrhundert erwähnt. | Hausberg erkennbar; ehemalige Burgkapelle umgebaut erhalten. |      | 54137                                                                                     |
| Horn (Schloss)                     | Horn Horn, Schlossplatz 1 Lage                                                                | Burg-Schloss                                | Burg in der zweiten Hälfte des 13. Jahrhunderts ausgebaut. Umbauten im 16., 18. und 19. Jahrhundert zu Schloss. | umgebaut erhalten, guter Zustand, Verwaltungsgebäude. |      | 32057                                                                                     |
| Horn (Stadtmauer)                  | Horn Horn, entlang Robert-Hamerling-Straße, Wiener Straße, Mühlgasse, Stadtgraben. Lage       | Stadtbefestigung                            | Stadtmauer um 1300 errichtet. im 16. und 17. Jahrhundert ausgebaut. | beträchtliche Teile der Stadtmauer erhalten. |      | 32035 32036 32047 32056 32058 32061 54275 77490 90782 128580 128581 128583 128585         |
| Kamegg                             | Gars am Kamp bei Kamegg 86 Lage                                                               | Burg                                        | Burg im 12. Jahrhundert errichtet; Ausbau im 13. und 14. Jahrhundert. Verfall seit 17. Jahrhundert. | Ruine. |      | 70997                                                                                     |
| Kamegg (Tabor)                     | Gars am Kamp (südwestlich von Kamegg, am Tabor) Lage                                          | Wallanlage                                  | bronzezeitliche Funde. | Wall erkennbar, um ein Areal von ca. 500 × 200 m Größe. |      | nein                                                                                      |
| Kattau                             | Meiseldorf Kattau 1 Lage                                                                      | Schloss                                     | ab dem 14. Jahrhundert erwähnt. heutiges Schloss um 1640 errichtet. Mitte des 20. Jahrhunderts desolat, ein Flügel eingestürzt. | großteils erhalten. bewohnt. |      | 32135                                                                                     |
| Klösterl                           | Gars am Kamp (rechtsseitig des Kamps; gegenüber von Zitternberg) Lage                         | Burg                                        | Burg des frühen 13. Jahrhunderts. früh aufgegeben. Im Volksmund (fälschlich) mit Kloster in Verbindung gebracht. | Ruine. |      | nein                                                                                      |
| Kottaun                            | Geras bei Kottaun 6 Lage                                                                      | Hausberg                                    | Feste im 14. Jahrhundert erwähnt. | nur an Südostseite noch Teil eines Ringwalls erkennbar; Rest durch Errichtung eines Sportplatzes abgekommen.                                                          |      | nein                                                                                      |
| Kühnring                           | Burgschleinitz-Kühnring Burgschleinitz 1 Lage                                                 | Burg                                        | Burg errichtet in der ersten Hälfte des 12. Jahrhunderts. Niedergang in der 2. Hälfte des 15. Jahrhunderts. Reste gesprengt/als Steinbruch verwendet im 17. Jahrhundert.                                                                                                  | Mauerreste der Burg; Pfarrkirche ist im Wesentlichen die ehemalige Burgkapelle.                                                                                       |      | 130290 69570                                                                              |
| Loibersdorf                        | Gars am Kamp Loibersdorf 2 Lage                                                               | Burg                                        | Burg im 13. Jahrhundert errichtet. 1425 zerstört, dann Wiederaufbau. dann Meierhof des Stifts Göttweig. im bäuerlichen Besitz, völlig umgebaut. | dient umgebaut als bäuerliches Wirtschaftsgebäude. |      | 68518 (erst seit 2017)                                                                    |
| Mahrersdorf                        | Altenburg bei Mahrersdorf 20 Lage                                                             | Burg                                        | Burg im frühen 13. Jahrhundert errichtet. mehrfach ausgebaut. 1480 zerstört. | Ruine. |      | 26193                                                                                     |
| Maiersch                           | Gars am Kamp Maiersch 35 Lage                                                                 | Burg                                        | Burg im 12. Jahrhundert errichtet. Verfall, völlig umgebaut. | dient umgebaut als Werkstatt. |      | nein                                                                                      |
| Meiseldorf                         | Meiseldorf Meiseldorf 10 Lage                                                                 | Burg                                        | Sitz im 12. Jahrhundert errichtet; urkundlich erwähnt im 13./14. Jahrhundert. | kleiner Teil völlig umgebaut in einem Bauernhof erhalten (Westflügel: hofseitiges Biforenfenster im Obergeschoß und Mauerwerk des Erdgeschosses aus 12. Jahrhundert). |      | nein                                                                                      |
| Missingdorf                        | Sigmundsherberg Missingdorf 18 Lage                                                           | Schloss                                     | Adelssitz ab 12. Jahrhundert erwähnt. Burg im 16./17. Jahrhundert zu Schloss umgebaut. | stark umgebaut teilweise erhalten. bewohnt. |      | 32858                                                                                     |
| Neudegg                            | Sigmundsherberg (südöstlich von Theras, links der Pulkau) Lage                                | Burg                                        | ab Ende des 12. Jahrhunderts genannt. Ende des 14. Jahrhunderts verödet, doch dann nochmals aufgebaut. Ende des 17. Jahrhunderts als verlassen beschrieben. | Ruine. |      | 10115                                                                                     |
| Oberhöflein                        | Weitersfeld Oberhöflein 1 Lage                                                                | Schloss                                     | ab 1221 genannt. heutiger Bau im Kern aus dem 13. Jahrhundert. im 16. Jahrhundert (Renaissance) ausgebaut. barockisiert im 18. Jahrhundert. | erhalten. bewohnt. |      | 33050                                                                                     |
| Oberthumeritz                      | Japons Oberthumeritz 13 Lage                                                                  | Schloss                                     | vielleicht schon ab 13. Jahrhundert Sitz. Jedenfalls 1562 geadelt. | umgebaut teilweise erhalten; Wohnhaus im Kern aus dem 17. Jahrhundert.                                                                                                |      | nein                                                                                      |
| Ödes Schloss (Tursenstein)         | Altenburg (in einer Kamp-Umlaufschlinge westlich von Rosenburg) Lage                          | Burg                                        | Burg um 1100 errichtet. 1265 zerstört, dann Wiederaufbau. um 1400 zerstört. | Ruine. |      | 70993                                                                                     |
| Pernegg (Burg)                     | Pernegg (südöstlich des Stifts) Lage                                                          | Burg                                        | Burg im 11. Jahrhundert gegründet. verliert im 14. Jahrhundert an Bedeutung; im 15. Jahrhundert teils abgebrochen, um Material für Klosterbau zu gewinnen. Burgkapelle 1902 saniert.                                                                                      | Ruine. |      | ? (vielleicht bei 87462 mit enthalten)                                                    |
| Pernegg (Burgstall)                | Pernegg (östlich von Staningersdorf, oberhalb des Pernegger Grabens) Lage                     | Burgstall                                   | keine urkundliche Nennung bekannt. 2002 entdeckt. | durch Graben geschützter Sporn. |      | nein                                                                                      |
| Pernegg (Markt)                    | Pernegg bei Pernegg 14 Lage                                                                   | Marktbefestigung                            | Markt im 13. Jahrhundert befestigt? Vischer-Stich 1672 zeigt noch Bewehrung des Marktes. | geringe Reste eines Tores erhalten. |      | nein                                                                                      |
| Pernegg (Stift)                    | Pernegg Pernegg 1 Lage                                                                        | Stift                                       | Stift 1153 gegründet; Umfassungsmauern aus 15. bis 17. Jahrhundert. | beträchtliche Teile der Umfassungsmauer (mit Zinnen, Schlüsselscharten, Rundtürmen) erhalten.                                                                         |      | 87462                                                                                     |
| Plesberg                           | Irnfritz-Messern (südöstlich von Klein-Ulrichschlag) Lage                                     | Hausberg                                    | Sitz von 1190 bis ins 14. Jahrhundert erwähnt. | Ringgraben um das Kernwerk erkennbar; geringe Mauerreste. |      | nein                                                                                      |
| Rietenburg                         | Horn (südlich des Judenfriedhofs, links der Taffa) Lage                                       | Burg                                        | Burg ab 1144 genannt. Bestand vermutlich nur bis ins 13. Jahrhundert. | markanter Graben, geringe Mauerreste. |      | nein                                                                                      |
| Röschitz                           | Röschitz bei Röschitz 126, und bei Röschitz 138 Lage                                          | Marktbefestigung                            | Markt im 15. oder 16. Jahrhundert befestigt, mit dünnen Mauern und einfachen Tortürmen. | nur geringe Reste der Tore erhalten. |      | teilweise (74209)                                                                         |
| Rosenburg                          | Rosenburg-Mold Rosenburg 1 Lage                                                               | Burg-Schloss                                | ab 1175 erwähnt. im 16. Jahrhundert eines der Zentren der Reformation in Niederösterreich. Niedergang im 18. Jahrhundert; restauriert in der 2. Hälfte des 19. Jahrhunderts.                                                                                              | erhalten. zu besichtigen. |      | 33358                                                                                     |
| Sachsendorf                        | Burgschleinitz-Kühnring bei Sachsendorf 18 Lage                                               | Burg                                        | um 1000 hölzerner Wehrturm; im 11. Jahrhundert steinerne Wehranlage. mehrmals umgebaut bis ins 15. Jahrhundert. Um 1480 zerstört. Um 1990 gründlich archäologisch untersucht.                                                                                             | Ruine. Infotafeln. Ausgrabungen im Krahuletz-Museum Eggenburg zu besichtigen.                                                                                         |      | 69574                                                                                     |
| St. Bernhard (Krug)                | St. Bernhard-Frauenhofen St. Bernhard 2 Lage                                                  | Burg                                        | genannt ab 1. Hälfte 12. Jahrhundert. 1284 daneben Stift gegründet, bald darauf Burg als Adelssitz aufgegeben. ehemaliger Wohnbau der Burg im 16./17. Jahrhundert zu Speicher umgebaut.                                                                                   | Teile umgebaut erhalten. bewohnt. |      | 55749                                                                                     |
| Sankt Marein (Burg)                | Brunn an der Wild bei Sankt Marein 1 Lage                                                     | Burg                                        | Burg ab dem 12. Jahrhundert. im 16. Jahrhundert durch daneben errichtetes Schloss ersetzt. | Graben erkennbar. |      | nein                                                                                      |
| Sankt Marein (Schloss)             | Brunn an der Wild Sankt Marein 1 Lage                                                         | Schloss                                     | Schloss im 16. Jahrhundert errichtet. 2. Hälfte des 17. Jahrhunderts teilweise abgerissen. | kleiner Teil erhalten, als Pfarrhof genutzt. |      | 55771                                                                                     |
| Schanze                            | Gars am Kamp (westlich oberhalb von Thunau) Lage                                              | Befestigte Höhensiedlung                    | befestigte Siedlung schon um 1000 v. Chr. Im 8. Jahrhundert Sitz eines slawischen Fürstentums. | stattliche Wälle erhalten. Toranlage rekonstruiert. |      | 130319                                                                                    |
| Schimmelsprung                     | Gars am Kamp (südlich von Thunau) Lage                                                        | Burg                                        | Burg ab Ende des 12. Jahrhunderts errichtet. Verfall schon ab 14. Jahrhundert. | Ruine. |      | 69737                                                                                     |
| Schwarzenstein                     | Brunn an der Wild (östlich von Dietmannsdorf an der Wild) Lage                                | Burg                                        | Burg, schon im 13. Jahrhundert aufgegeben? | Graben, Schutthaufen, geringe Mauerreste. |      | nein                                                                                      |
| Sitzendorf                         | Irnfritz-Messern (östlich von Sitzendorf, südlich von Messern 44) Lage                        | Burgstall                                   | Sitz von Mitte des 12. bis Anfang des 14. Jahrhunderts erwähnt. | Graben und Wall erkennbar. |      | nein                                                                                      |
| Stallegg                           | Rosenburg-Mold (südlich von Stallegg) Lage                                                    | Burg                                        | Burg ab 1200 erwähnt. Verfall im 16. Jahrhundert. | Ruine |      | 71079                                                                                     |
| Starrein (Hausberg)                | Weitersfeld bei Starrein 1 Lage                                                               | Hausberg                                    | ab Ende des 12. Jahrhunderts erwähnt. | Hausberg erkennbar. |      | nein                                                                                      |
| Starrein (Schloss)                 | Weitersfeld Starrein 1 Lage                                                                   | Schloss (anstelle einer Burg)               | um 1570 Schloss (unter Verwendung von Teilen einer Burg aus dem 15. Jahrhundert) errichtet. | in schlechtem Zustand. |      | 33718                                                                                     |
| Steinegg                           | Altenburg bei Steinegg 13 Lage                                                                | Burg                                        | Burg im 13. Jahrhundert errichtet. mehrfach ausgebaut. 1428(?) zerstört. | Ruine. |      | 70994                                                                                     |
| Stockern                           | Meiseldorf Stockern 1 Lage                                                                    | Burg-Schloss                                | ab 1200 erwähnt. nach Zerstörung Neuaufbau im frühen 16. Jahrhundert. Um 1575 um-/ausgebaut. | erhalten. bewohnt. |      | 33775                                                                                     |
| Stoitzendorf                       | Eggenburg Stoitzendorf 1 Lage                                                                 | Schloss                                     | Schloss 1628/29 errichtet, teilweise unter Einbeziehung der Mauern einer Burg aus dem 14. Jahrhundert. | erhalten. bewohnt. |      | 33777                                                                                     |
| Strögen                            | St. Bernhard-Frauenhofen Strögen 1 Lage                                                       | Burg                                        | genannt ab 1135 bis ins 14. Jahrhundert. Kirche nach Zerstörung durch Hussiten 1437 instand gesetzt. | Burg abgekommen, doch ehemalige Kapelle (im Kern aus Jahrhundert) als umgebaute Kirche erhalten; Umfassungsmauer teilweise aus 12. Jahrhundert.                       |      | 55909 77080                                                                               |
| Tabor                              | Gars am Kamp Thunau, bei Taborgasse 235 Lage                                                  | Hausberg                                    | spätmittelalterliche Hausberganlage. | Graben und kegelstumpfförmiges Kernwerk deutlich im Gelände zu erkennen.                                                                                              |      | nein                                                                                      |
| Therasburg                         | Sigmundsherberg Theras 97 Lage                                                                | Burg-Schloss                                | Sitz ab 13. Jahrhundert. um 1570 Neubau. verlassen Ende des 17. Jahrhunderts. Mitte und Ende des 19. Jahrhunderts romantisierend wiederhergestellt. | umgebaut/wiederhergestellt erhalten. bewohnt. |      | 33792                                                                                     |
| Thunau (Gars)                      | Gars am Kamp Thunau, Am Schlossberg 25 Lage                                                   | Burg                                        | Babenbergerresidenz des 11. Jahrhunderts. häufig wechselnde Besitzer, Niedergang ab 18. Jahrhundert. | Ruine. Festspielstandort. |      | 33796                                                                                     |
| Thürnau                            | Drosendorf-Zissersdorf (bei Unterthürnau) Lage                                                | Burg                                        | von Mitte des 12. bis Ende des 14. Jahrhunderts erwähnt. | Ruine. ausgedehnte Anlage (etwa 200 m lang) mit markanten Gräben und Wällen; nur geringe Mauerreste.                                                                  |      | nein                                                                                      |
| Thurnhof                           | Horn Horn, Rathausplatz 4, 5 Lage                                                             | Ansitz                                      | Ansitz seit 13. Jahrhundert(?). Neubau 1582. 1996 umgebaut. | umgebaut erhalten (im Erdgeschoß noch Gewölbe des 15. Jahrhunderts), guter Zustand. Rathaus.                                                                          |      | 54279                                                                                     |
| Trabenreith                        | Irnfritz-Messern bei Trabenreith 31 Lage                                                      | Burgstall                                   | ab 1300 erwähnt. Verfall ab 17. Jahrhundert. | Halsgraben deutlich erkennbar. |      | nein                                                                                      |
| Untermixnitz                       | Weitersfeld Untermixnitz 1 Lage                                                               | Schloss (anstelle einer Burg)               | ab 1393 Burg genannt. Im 16. Jahrhundert Schloss anstelle der Burg errichtet. | erhalten. bewohnt. |      | 74488 (erst seit 2020)                                                                    |
| Walkenstein                        | Sigmundsherberg Walkenstein 1 Lage                                                            | Schloss (an Stelle einer ehemaligen Burg)   | hochmittelalterliche Burg. 1645 zerstört. um 1670 Schloss neu errichtet. | erhalten. bewohnt. |      | 33919                                                                                     |
| Weitersfeld                        | Weitersfeld bei Weitersfeld 7 Lage                                                            | Burgstall                                   | im 12. Jahrhundert Burg errichtet. 1430 durch Hussiten zerstört. | Burg abgekommen. An Turm und Südseite der Kirche (ehem. Burgkapelle) Mauerwerk aus 12. Jahrhundert erkennbar. nördlich Wall.                                          |      | 56193                                                                                     |
| Wiesent                            | Burgschleinitz-Kühnring Amelsdorf 1 Lage                                                      | Schloss (am Standort einer ehemaligen Burg) | Burg aus dem 14. Jahrhundert wurde 1481 zerstört. 1571 Schloss errichtet. | erhalten. bewohnt. |      | 69572                                                                                     |
| Wildberg                           | Irnfritz-Messern Messern 1 Lage                                                               | Burg-Schloss                                | Burg ab 1135. Neubau im 14. Jahrhundert; bis ins 16. Jahrhundert ausgebaut. | erhalten. bewohnt. |      | 32850                                                                                     |
| Zaingrub                           | Rosenburg-Mold Zaingrub 28 Lage                                                               | Dorfturm                                    | Sitz ab etwa 1200. ruinös im 16. Jahrhundert. | umgebaut erhalten. bewohnt. |      | nein                                                                                      |
| Zettlitz                           | Drosendorf-Zissersdorf (zwischen Zettlitz und Eibenstein) Lage                                | Hausberg                                    | Identifizierung mit urkundlich genannten Ansitzen (Zetlitz, Finkenstein, Chalsenreuth) strittig. Keramikfunde ins 12. bis 14. Jahrhundert datiert. | Hausberg (Kernwerk, Schütthügel, Wall-Grabenanlage) erkennbar. |      | nein                                                                                      |
| Zogelsdorf                         | Burgschleinitz-Kühnring Zogelsdorf 10 Lage                                                    | Schloss                                     | Adelssitz des frühen 16. Jahrhunderts 1670 umgebaut. verändert im 19./20. Jahrhundert. | erhalten. bewohnt. |      | 70941                                                                                     |